# Lemsford
Lemsford – wieś w Anglii, w hrabstwie Hertfordshire. Leży 11 km na zachód od miasta Hertford i 34 km na północ od centrum Londynu.